# Мальчишник в Вегасе
«Мальчишник в Вегасе» (англ. The Hangover, дословно — «Похмелье») — кинокомедия режиссёра Тодда Филлипса и сценаристов Джона Лукаса и Скотта Мура. Главные роли сыграли Брэдли Купер, Эд Хелмс и Зак Галифианакис.
Фильм был снят при бюджете в 35 млн долларов и вышел на экраны в Северной Америке 5 июня 2009 года. Премьера в мире прошла 30 мая 2009 года. «Мальчишник в Вегасе» сразу получил коммерческий успех и одобрение у зрителей. Он стал десятым самым кассовым фильмом 2009 года, собрав во всём мире 469,3 млн долларов. Фильм был удостоен Премии «Золотой глобус» в номинации «Лучший комедийный фильм».

## Сюжет
Перед тем, как отпраздновать предстоящую свадьбу, Даг со своими друзьями Филом и Стю и братом невесты Аланом отправляются на мальчишник в Лас-Вегас, где они останавливаются в отеле «Дворец Цезарей».
Проснувшись на следующее утро, Фил, Стю и Алан пытаются вспомнить события, произошедшие прошлой ночью, и выясняют, что их друг Даг, у которого скоро свадьба, исчез. Однако у друзей есть и другие проблемы: у Стю не хватает одного зуба, в номере отеля царит полный разгром, в ванной комнате сидит тигр, туда-сюда бегает курица, а в шкафу оказывается чей-то младенец. Когда троица, взяв с собой ребёнка, выходит из отеля, они видят матрас Дага, насаженный на руку статуи на крыше отеля. Когда друзья просят привезти им их «Mercedes», вместо него им привозят полицейскую машину.
Прослеживая свои шаги, трое друзей направляются в больницу, куда Фил угодил прошлой ночью, где, по словам доктора, выясняется, что им ввели «Рафинол» — наркотик, вызывающий потерю памяти. Доктор также рассказывает им о некой свадьбе в часовне, про которую они всё время говорили. По приезде в часовню выясняется, что ночью Стю женился на стриптизёрше Джейд, несмотря на то, что давно находится в отношениях со своей стервозной подругой Мелиссой.
Возле часовни на трио нападают бандиты, и ребятам приходится спасаться бегством. После они приезжают к той самой Джейд, которая и оказывается матерью ребёнка. Разузнать всё им так и не удаётся, так как прибывает полиция и арестовывает парней за угон полицейской машины. Полицейские говорят, что их «Mercedes» конфискован, а их освобождение из-под стражи возможно только при участии в школьном занятии (которое, как оказывается, является демонстрацией на живом человеке действия электрошокового оружия). Вернув себе машину, трое друзей открывают багажник, откуда выпрыгивает голый китаец с ломом, который изрядно избивает парней и убегает. Между тем Алан признаётся, что это он подсыпал им в напитки «Рафинол» (считая, что это экстази); он просто хотел, чтобы всем было «хорошо».
Вернувшись в гостиничный номер, они встречают там Майка Тайсона, который требует вернуть ему его тигра, предоставив им за это информацию о пропавшем Даге. Вернув тигра, Майк Тайсон показывает им запись скрытой камеры видеонаблюдения, на которой Стю, Фил и Алан воруют тигра и запихивают его в машину; Даг на этой записи ещё с ними.
На обратном пути в отель их «Mercedes» на своём автомобиле таранит Лесли Чау (тот самый голый китаец из багажника). Он требует вернуть ему $ 80 000, которые Алан в ту ночь для него выиграл в казино, иначе он убьёт Дага, сидящего на заднем сиденье автомобиля с мешком на голове.
Выиграв в казино $ 82 400 (с помощью умеющего подсчитывать карты Алана), друзья отправляются на сделку с Чау. Но, оказывается, у Чау был другой Даг — афроамериканец-наркодилер, продавший Алану «Рафинол». Во время разговора со спасённым наркодилером Стю неожиданно догадывается, где их друг Даг. Троица немедленно едет в отель и поднимается на крышу, где и находит Дага, изрядно загоревшего на солнце. Друзья наконец вспоминают, что ночью сами притащили его с матрасом на крышу отеля, а Даг затем скинул матрас вниз на улицу, надеясь подать знак друзьям, чтобы они нашли его.
Быстро собравшись, друзья отправляются домой, ведь свадьба вот-вот начнётся. Они успевают вовремя, и свадьба Дага и Трейси проходит удачно, а Стю разрывает отношения с Мелиссой.
В конце Алан находит фотоаппарат Стю, на котором запечатлены все моменты их ночных приключений. Все кадры показываются наряду с финальными титрами под сингл Flo Rida «Right Round».

## В ролях
| Актёр            | Роль                  |
| ---------------- | --------------------- |
| Брэдли Купер     | Филипп (Фил) Веннек   |
| Эд Хелмс         | Стюарт (Стю) Прайс    |
| Зак Галифианакис | Алан Гарнер           |
| Джастин Барта    | Дуглас (Даг) Биллингс |
| Хизер Грэм       | Джейд                 |
| Кен Джонг        | Лесли Чау             |
| Саша Баррези     | Трейси Гарнер         |
| Джеффри Тэмбор   | Сид Гарнер            |
| Сондра Карри     | Линда Гарнер          |
| Рэйчел Харрис    | Мелисса               |
| Майк Эппс        | «Чёрный» Даг          |
| Роб Риггл        | офицер Франклин       |
| Клио Кинг        | офицер Гарден         |
| Майк Тайсон      | камео                 |
| Брайан Коллен    | Эдди                  |
| Мэтт Уолш        | доктор Валш           |
| Джиллиан Вигмэн  | Стефани               |
| Тодд Филлипс     | мужчина в лифте       |
| Майк Вэллели     | Нико                  |
| Джернард Буркс   | Леонард               |

## Музыка
Композитором фильма стал Кристоф Бек.

#### Список композиций
| №                   | Название             | Исполнитель(ли)             | Длительность |
| ------------------- | -------------------- | --------------------------- | ------------ |
| 1.                  | «It's Now or Never»  | El Vez                      | 5:17         |
| 2.                  | «Thirteen»           | Danzig                      | 4:15         |
| 3.                  | «Take It Off»        | The Donnas                  | 2:58         |
| 4.                  | «Fever»              | The Cramps                  | 4:16         |
| 5.                  | «Wedding Bells»      | Gene Vincent                | 2:31         |
| 6.                  | «In the Air Tonight» | Phil Collins                | 5:30         |
| 7.                  | «Stu's Song»         | Ed Helms                    | 0:56         |
| 8.                  | «Rhythm and Booze»   | Treat Her Right             | 2:49         |
| 9.                  | «Iko Iko»            | The Belle Stars             | 2:50         |
| 10.                 | «Three Best Friends» | Zach Galifianakis           | 0:29         |
| 11.                 | «Ride the Sky II»    | Revolution Mother           | 2:03         |
| 12.                 | «Candy Shop»         | Dan Finnerty & The Dan Band | 2:58         |
| Общая длительность: | Общая длительность:  | Общая длительность:         | 38:52        |

Дополнительные песни
- «Who Let the Dogs Out?» — Baha Men
- «Right Round» — Flo Rida feat. Ke$ha
- «Can’t Tell Me Nothing» — Kanye West
- «Live Your Life» — T.I. ft. Rihanna
- «What Do You Say?» — Mickey Avalon & Lil Jon
- «Yeah!» — Usher feat. Ludacris & Lil Jon
- «Joker & the Thief» — Wolfmother

## Продолжение
В 2011 году вышел сиквел фильма — «Мальчишник 2: Из Вегаса в Бангкок», а в 2013 году — триквел под названием «Мальчишник: Часть III».

## Награды и номинации
- 2010 — премия «Золотой глобус» как Лучший фильм — комедия или мюзикл[6].
- 2010 — номинация на премию Британской киноакадемии за Лучший оригинальный сценарий (Джон Лукас, Скотт Мур).
- 2009 — 5 номинаций на премию «Teen Choice Award».